# Chumbinho
Marinaldo Cícero da Silva, más conocido como Chumbinho (Palmares, Pernambuco, Brasil, 21 de septiembre de 1986) es un futbolista brasileño. Juega de centrocampista ofensivo y su equipo actual es el Atromitos FC de la Super Liga de Grecia.

## Clubes
| Club             | País     | Año       |
| ---------------- | -------- | --------- |
| São Paulo FC     | Brasil   | 2005-2006 |
| América FC       | Brasil   | 2006      |
| Kashima Antlers  | Japón    | 2006      |
| Coritiba FC      | Brasil   | 2007      |
| AA Ponte Preta   | Brasil   | 2007      |
| Rio Claro FC     | Brasil   | 2008      |
| Leixões SC       | Portugal | 2008-2009 |
| Ethnikos Piraeus | Grecia   | 2009-2010 |
| Panserraikos FC  | Grecia   | 2010-2011 |
| Olympiacos FC    | Grecia   | 2011      |
| OFI Creta        | Grecia   | 2011      |
| Levadiakos FC    | Grecia   | 2012      |
| Atromitos FC     | Grecia   | 2012-     |